# Janusz Regulski

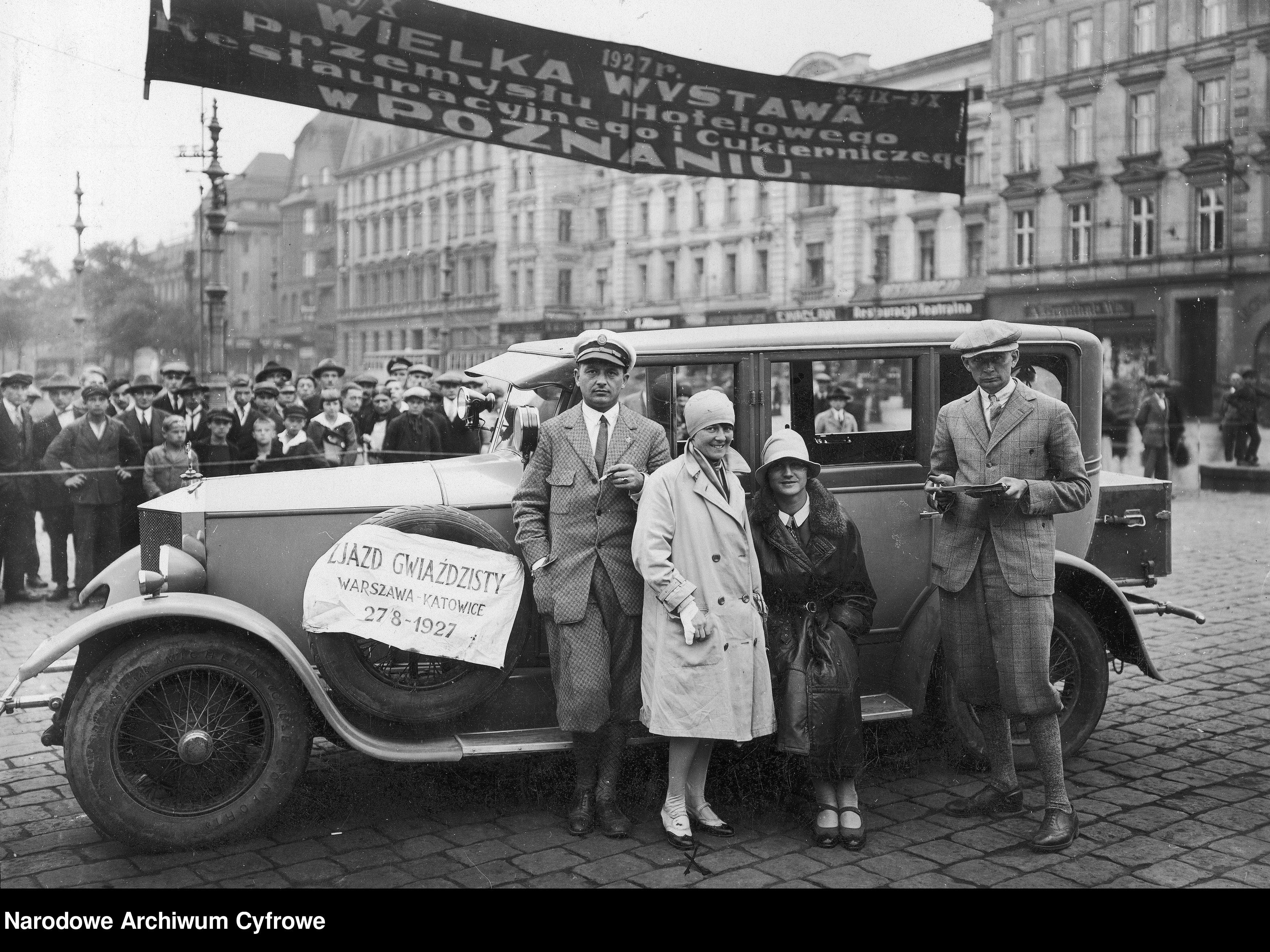
Halina i Janusz Regulscy podczas zjazdu gwiaździstego automobilistów w Katowicach (1927)

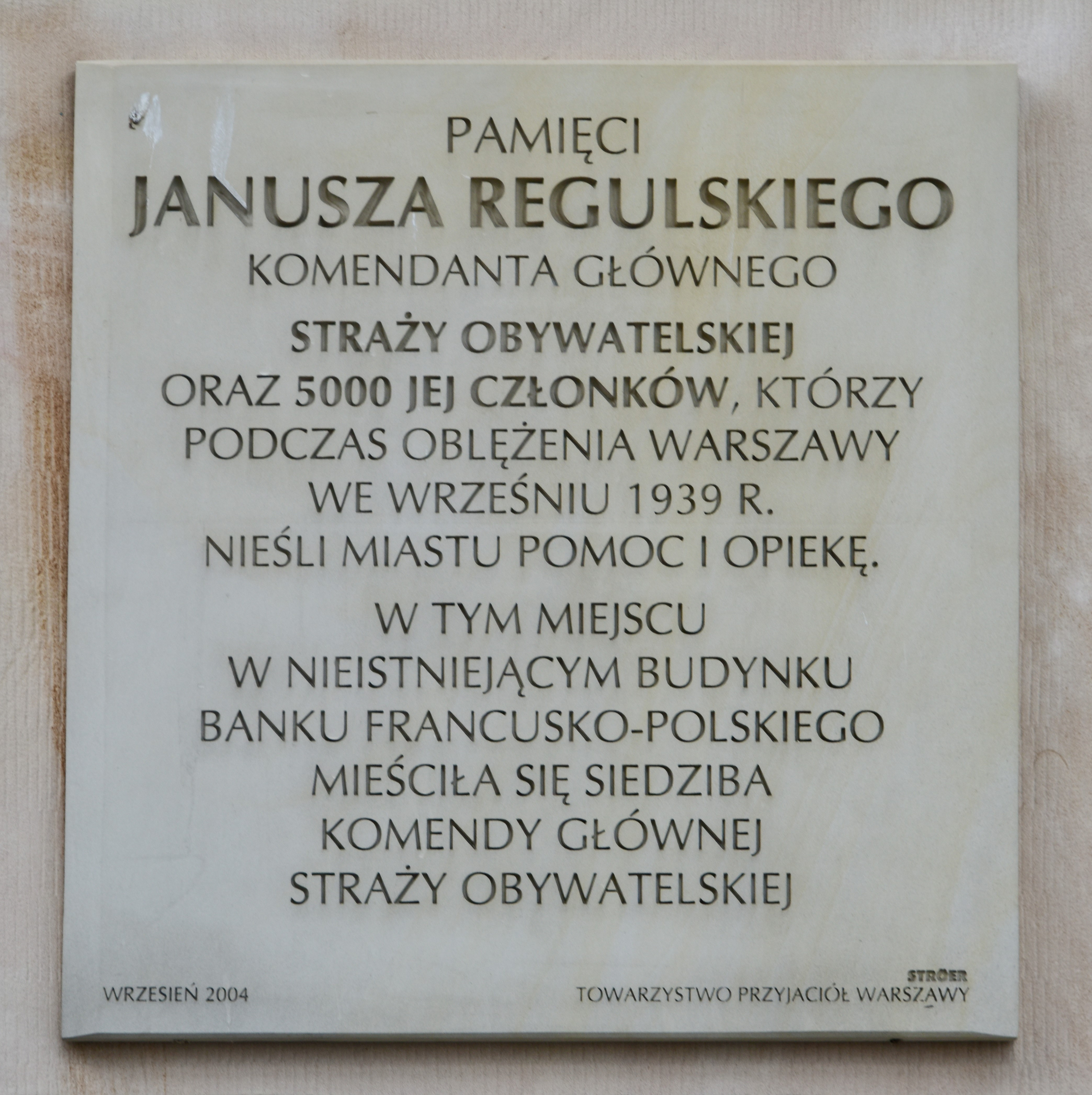
Tablica upamiętniająca Janusza Regulskiego na bocznej ścianie gmachu Ministerstwa Finansów

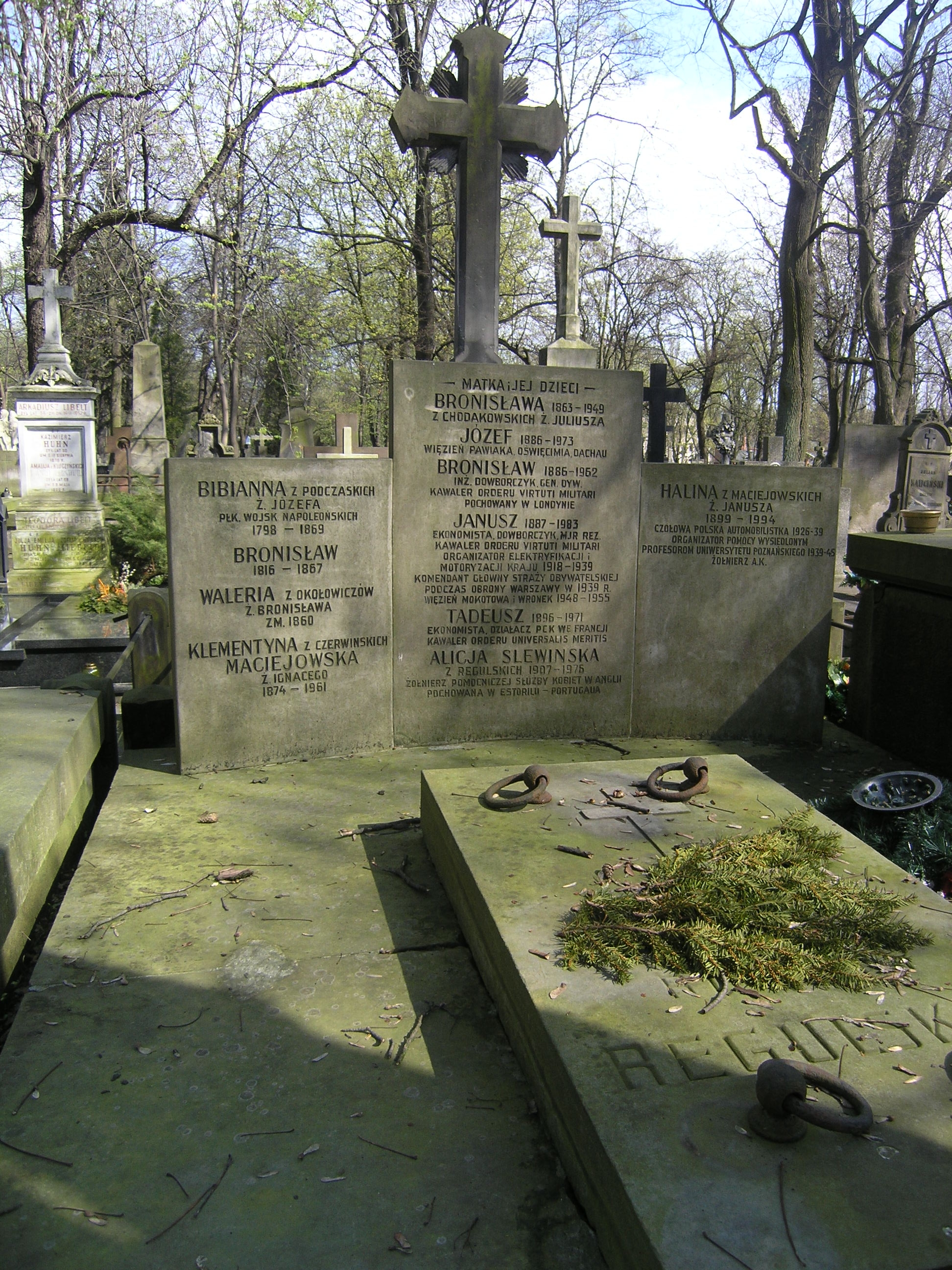
Grób Janusza Regulskiego na Starych Powązkach w Warszawie

Janusz Regulski herbu Rawicz (ur. 27 grudnia 1887 w Zawierciu, zm. 17 kwietnia 1983 w Warszawie) – major piechoty Wojska Polskiego, ekonomista, przemysłowiec, Kawaler Cesarstwa Francuskiego (od 1973).

## Życiorys
Urodził się w rodzinie Juliusza, urzędnika kolejowego, i Bronisławy Kunegundy z Chodakowskich h. Dołęga (1863–1949). Był prawnukiem Józefa (1773–1851), pułkownika, bratem bliźniaków Bronisława (1886–1961), generała dywizji, i Józefa (1886–1973) oraz Tadeusza (1896–1971) i Alicji Slewinskiej (1907–1975).
Nauki pobierał w istniejącej od 1892 przy ul. Śniadeckich 8 w Warszawie prywatnej siedmioklasowej Szkole Handlowej Rontalera. Wziął udział w strajku szkolnym 1905 i klasę 7 musiał ukończyć prywatnie. Od 1906 do 1909 studiował w Wyższej Szkole Handlowej w Liège, gdzie uzyskał dyplom licencjata. W następnym roku odbył jednoroczną służbę wojskową w armii carskiej, którą po kursie oficerskim zakończył w stopniu chorążego. W ostatnich latach przed wybuchem I wojny światowej praktykował w różnych firmach niemieckich (m.in. AEG) w Hamburgu i Łodzi.
Powołany w lipcu 1914 do służby wojskowej, Regulski szybko awansował: służąc przez 3 lata w 260 Pułku Piechoty z Bracławia postąpił w 1916 na podporucznika, pod koniec tego roku na porucznika, na początku 1917 na sztabskapitana i pod koniec tego roku na kapitana. Otrzymał szereg wysokich odznaczeń carskich. Po rewolucji lutowej 1917 działał w polskich organizacjach wojskowych, organizujących Polaków służących w rozpadającej się armii rosyjskiej. W październiku 1917 służył jako starszy adiutant w I Korpusie Polskim gen. Dowbora-Muśnickiego. Wiosną 1918, w drodze do Polski, dostał się do niewoli bolszewickiej, z której uciekł, a później – do niemieckiej, z której także się uwolnił. Powrócił do pracy w łódzkim oddziale AEG, z którego wkrótce przeszedł do miejscowej filii Siemensa. Wraz z najmłodszym bratem Tadeuszem był w 1919 jednym z założycieli i organizatorów warszawskiej spółki Siła i Światło SA, w której pracował do 1939 jako dyrektor finansowy, od 1933 dyrektor naczelny.
Po krótkiej służbie wojskowej w czasie wojny polsko-bolszewickiej w 1920 jako kapitan w Kwaterze Głównej Naczelnego Wodza (otrzymał wówczas Order Virtuti Militari) Regulski, wyreklamowany przez Ministerstwo Handlu, został zwolniony ze służby czynnej. 8 stycznia 1924 został zatwierdzony w stopniu majora ze starszeństwem z dniem 1 czerwca 1919 i 113. lokatą w korpusie oficerów rezerwy piechoty. Posiadał przydział w rezerwie do 24 Pułku Piechoty w Łucku.
Po zakończeniu służby wojskowej poświęcił się działalności gospodarczej i społecznej. Był m.in. jednym z założycieli i wiceprezesem Automobilklubu Polskiego i prezesem Polskiego Związku Łowieckiego, publikując liczne eseje w jego organie „Łowiec Polski”, oraz jednym z organizatorów i akcjonariuszy Polskiego Radia.
Był jednym z trzech głównych założycieli Podkowy Leśnej wraz ze Stanisławem Lilpopem, który wydzielił tereny pod „miasto ogród” i Tadeuszem Baniewiczem, który zajmował się pracami technicznymi związanymi z budową Elektrycznej Kolei Dojazdowej (obecnej WKD). Czuwał m.in. nad wykupem gruntów, przez które miała przebiegać kolejka. Ponadto w latach 30. wybudował dwór w Zarybiu, który zachował się do dziś w doskonałym stanie.
Po wybuchu II wojny światowej, podczas obrony Warszawy, 6 września 1939, prezydent Warszawy Stefan Starzyński, powołał Regulskiego na stanowisko komendanta głównego Straży Obywatelskiej w stolicy, które piastował do października 1939 (jej organizatorem był insp. Wiktor Ludwikowski). Był członkiem Komitetu Obywatelskiego w czasie obrony Warszawy w 1939. 
W czasie okupacji niemieckiej organizował w swym domu w Zarybiu k. Podkowy Leśnej konspiracyjne spotkania (sympatyzował z NSZ), koordynował przerzuty broni i ukrywał poszukiwane przez władze okupacyjne osoby. W obliczu zarysowującej się klęski powstania warszawskiego przyjął funkcję w Radzie Opiekuńczej w obozie przejściowym w Pruszkowie, dokąd spędzano od 10 sierpnia 1944, dnia upadku powstania na Ochocie, wysiedlanych z Warszawy cywilów.
Po zakończeniu wojny i nastaniu „władzy ludowej” przez krótki czas pracował w Zarządzie EKD (zorganizował komunikację autobusową) i działał w Automobilklubie i Związku Łowieckim. Oskarżony o działalność „antyludową” otrzymał w 1948 karę 14 lat więzienia. Zwolniony w 1955, działał jeszcze przez jakiś czas jako prezes jednej ze spółdzielni mieszkaniowych w Warszawie. W wieku lat 90. zajął się spisywaniem swych wspomnień, które zostały opublikowane w 1980.
Pochowany został na cmentarzu Powązkowskim (B-4-11,12).

## Życie prywatne
Od 15 listopada 1919 był żonaty z Haliną z Maciejowskich, z którą miał córkę Hannę Marię (1920-1997), zamężną Chudzyńską, i syna Jerzego (1924–2015), senatora RP.

## Ordery i odznaczenia
- Krzyż Srebrny Orderu Virtuti Militari[13]
- Krzyż Niepodległości (29 grudnia 1933)[14]
- Krzyż Oficerski Orderu Odrodzenia Polski (pośmiertnie)[13]
- Krzyż Walecznych[13]
- Złoty Krzyż Zasługi (11 listopada 1936)[15]
- Medal Pamiątkowy za Wojnę 1918–1921[16]
- Order św. Anny z Mieczami II, III i IV kl. (Imperium Rosyjskie)[13]
- Order św. Stanisława z Mieczami II i III kl. (Imperium Rosyjskie)[13]
- Order św. Włodzimierza z Mieczami IV kl. (Imperium Rosyjskie)[13]
- Krzyż Kawalerski Orderu Leopolda (Belgia)[13]
- Medal Zwycięstwa (międzysojuszniczy)[16]

## Publikacje
- Ród Werszowiców-Rawiczów, gałąź Falk-Regulskich z Reguł Ziemi Warszawskiej. Linia Kawalerów Cesarstwa Francuskiego, Warszawa 1942 (rp. w posiadaniu rodziny).
- Blaski i cienie długiego życia, Warszawa 1980.
- Halina Regulska, Tamte lata, tamte czasy. Wspomnienia z II wojny światowej, Zakład Narodowy im. Ossolińskich, Wrocław 1988.

## Upamiętnienie
Tablica pamiątkowa odsłonięta w 2004 na bocznej ścianie gmachu Ministerstwa Finansów (od strony ul. Czackiego).